# 雪在燒
《雪在燒》是1988年於香港上映的情色愛情电影，台湾则早于1987上映。 此片由譚家明執导，任達華、葉全真、王二六主演。此片曾經獲邀正式參展多倫多國際影展。
香港版和台灣版的故事情節略有不同，床戲片段也有著大分別。

## 剧情
故事發生在50年代的台灣。少女阿雪正在監倉中，不願接受任何人探訪，她完全失去求生意志，無牽無掛。
電影倒敘回顧阿雪入獄前的往事。阿雪因為家貧而被賣給老頭劉忠作為妻子。劉忠虐待阿雪，後來阿雪被不良青年強姦，劉忠對阿雪的虐待卻更變本加厲。
一次巧合，阿雪遇上正在逃亡的死囚犯華仔。華仔聲稱他是因為被冤枉而被判死刑，故決定逃亡。阿雪最初非常害怕華仔，後來漸漸和華仔互相戀上，兩人發生關係。阿雪決定和華仔遠走高飛。
劉忠得知後，不願阿雪離開，因此向警方告密，使到華仔被警察射殺。阿雪一怒之下殺死劉忠，因而入獄。
最後，阿雪已經不在電影開頭的監倉中；電影沒有明確交代阿雪的下落。

## 角色
| 演員   | 角色 | 簡要介紹                 |
| ------ | ---- | ------------------------ |
| 任達華 | 華仔 | 逃犯                     |
| 葉全真 | 阿雪 | 家貧少女                 |
| 王二六 | 劉忠 | 阿雪的丈夫，有著虐待傾向 |

## 音樂
电影主題曲《雪在燒》，由黃鶯鶯演唱。

## 外部連結
- 互联网电影数据库（IMDb）上《雪在燒》的资料（英文）
- 香港影庫上《雪在燒》的資料（繁體中文）